# The First of the Few
The First of the Few ist eine britische Filmbiografie aus dem Jahr 1942 von und mit Leslie Howard in der Hauptrolle des Flugzeugkonstrukteurs der Supermarine Spitfire, Reginald Joseph Mitchell (1895–1937).

## Handlung
Der Film beginnt mit einer Wochenschau aus dem Sommer 1940 und zeigt, wie weit deutsche Truppen bereits überall auf dem Kontinent vorgedrungen sind. Währenddessen bereitet sich Großbritannien auf eine Invasion vor und versucht deutsche Luftangriffe auf britische Ziele abzuwehren. Am 15. September 1940, während der Luftschlacht um England, erzählt Royal-Air-Force-Squadron-Leader Geoffrey Crisp, der als Stationskommandant einem Spitfire-Geschwader vorsteht, die Geschichte seines bereits 1937 verstorbenen Kameraden und Freundes R. J. Mitchell, der die Spitfire, ein wendiger Jagdflieger, entwarf. Crisps Piloten hören wie dessen Erzählung im Jahr 1922 beginnt. Damals entwarf Mitchell im Rahmen der Schneider-Trophy, einem Fliegerwettbewerb für Wasserflugzeuge, die ersten bedeutenden Hochgeschwindigkeitsflugzeuge. Während er mit einem Fernglas Möwen am Himmel beobachtet, sieht Mitchell vor seinem geistigen Auge die Zukunft in einer neuen Formgestaltung von Flugzeugen. Crisp, ein ehemaliger Pilot des Ersten Weltkriegs, der händeringend Arbeit sucht, feuert Mitchell in seiner Begeisterung regelrecht an, und der Konstrukteur verspricht Mitchell, ihn als Testpiloten einzustellen, sollte sein Entwurf jemals in Produktion gehen. Auch wenn ihm von offizieller Seite jede Menge Steine in den Weg gelegt werden, kann Mitchell eine Reihe erfolgreicher Hochgeschwindigkeits-Wasserflugzeuge herstellen und schließlich sogar die Schneider-Trophy nach Großbritannien holen.
Nach einem Besuch im Deutschland Adolf Hitlers, wo er seinen stärksten deutschen Konkurrenten, den Flugzeugkonstrukteur Willy Messerschmitt, kennen lernt, und er von einer massiven deutschen Aufrüstung hört, beschließt Mitchell, das schnellste und effektivste Jagdflugzeug der Welt zu bauen. Mitchell überzeugt den Motorbauer Henry Royce von Rolls-Royce, dass man für ein gefechtsstarkes Jagdflugzeug unbedingt einen Top-Motor benötige. Royce sagt Mitchell dies zu, und so werden Mitchells Spitfires schließlich mit den leistungsstarken Rolls-Royce Merlin-Triebwerken ausgestattet. Angesichts der Nachricht, dass der schwer erkrankte Mitchell nur noch etwa ein Jahr zu leben hat, forciert er seine Arbeit an der Fertigstellung des ersten Prototyps seines „Babys“, der Supermarine Spitfire. Crisp beendet seine Rückschau auf Mitchells Leben, als der Alarm ertönt und Crisp mit seinem Geschwader aufsteigt, um einem deutschen Angriff entgegenzuwirken. Und tatsächlich gelingt es, die deutschen Eindringlinge am Himmel zurückzudrängen und einen Punktesieg der RAF über die Luftwaffe Hermann Görings zu erzielen. Am Ende blickt Crisp in den Himmel und dankt Mitchell für die Schaffung der Spitfire.

## Produktionsnotizen
Der Film feierte seine Weltpremiere am 20. August 1942 im Londoner Leicester Square Theatre. In den USA lief der Film, als Akt britisch-amerikanischer Waffenbrüderschaft, 1943 unter dem Titel Spitfire an. In Deutschland wurde The First of the Few nicht gezeigt.
Phil C. Samuel übernahm die Produktionsleitung. Paul Sheriff schuf die Filmbauten. George Pollock war Regieassistent. Jack Hildyard diente als einfacher Kameramann unter der Leitung von Georges Périnal. Eric Cross fotografierte die Modellaufnahmen, Arthur Ibbetson und Alan Hume waren Kameraassistenten. Muir Mathieson dirigierte William Waltons Komposition mit Unterstützung des London Symphony Orchestra.

## Kritiken
Das British Film Institute urteilte: „Leslie Howards Hommage an R. J. Mitchell ist selbst besessen von jenen Qualitäten der Bescheidenheit und emotionalen Zurückhaltung, die sie in ihrem Helden so fulminant lobt. Mit seiner entsprechend mitreißenden William-Walton-Partitur wird der Film gerne in Erinnerung gerufen, aber ihm fehlt der lebendige dramatische und emotionale Realismus, der in Howards anderen Propagandabemühungen noch immer beeindruckt, und er nimmt die eher formelhaften Qualitäten des Kriegsfilms der 1950er Jahre vorweg. Nur die Eröffnungs- und Schlusssequenzen vermitteln den Eindruck, dass der Film zu einer Zeit entstanden ist, als der Ausgang des Zweiten Weltkriegs noch zu entscheiden war.“

„Voller Action, Schneider-Trophy-Wettrennen, Testflüge und Blitze von der Luftschlacht um England.“

Der Movie & Video Guide schrieb kurz und knapp: „Gutes biografisches Drama“. Halliwell’s Film Guide befand: „Einfach gehaltene aber eindrucksvolle Filmbiografie mit beständiger Schauspielerei und guten Dialogszenen. Produktionsqualität leicht wacklig“.